# Bildstock (Affing)

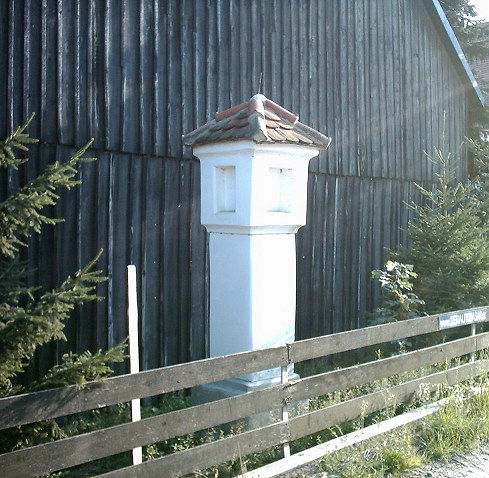
Bildstock in Affing

Der Bildstock in Affing, einer Gemeinde im schwäbischen Landkreis Aichach-Friedberg in Bayern, wurde im 16. Jahrhundert errichtet. Der Bildstock vor der Neuburger Straße 4 ist ein geschütztes Baudenkmal.
Der Bildstock aus verputztem Ziegelmauerwerk besitzt einen quadratischen Schaft. An seiner südlichen Seite sind neben einem floralen Fragment die Buchstaben MD angebracht. Bei der Restaurierung im Jahr 2014 wurden Malereien freigelegt.  